# Alvaro Zian
Alvaro Zian (Cormons, 21 novembre 1923 – San Biagio di Callalta, 22 gennaio 2007) è stato un calciatore italiano, di ruolo centrocampista o attaccante.

## Biografia
È padre di Alvaro Zian junior, anch'egli calciatore attivo tra la fine degli anni ottanta e gli anni novanta in diverse squadre di Serie B e Serie C.
Sul finire di carriera viene coinvolto marginalmente nel caso di corruzione relativo alla partita Piombino-Piacenza del campionato di Serie C 1955-1956, venendo squalificato fino al 30 novembre 1956. Poco più tardi denuncia un altro caso di corruzione nella partita Padova-Legnano del 1955, meglio conosciuto come caso Padova, e viene radiato dalla FIGC.

## Carriera
Di ruolo ala, cresce nella Cormonese, che nel 1941 lo cede in prestito per una stagione al Potenza. Rientra poi ai friulani, dove rimane fino al 1948.
Acquistato dal Treviso, Zian nei due anni con i veneti in Serie C sfodera ottime prestazioni, segnando 21 gol in 35 partite nella prima stagione, con le quali si laurea capocannoniere del girone. Nel campionato 1949-1950 forma la coppia d'attacco titolare con Giordano Persi e realizza altri 22 gol, conquistando con il club biancoceleste la Serie B. Con il Treviso disputa anche il successivo campionato di Serie B 1950-1951 segnando 11 reti.
Dopo aver realizzato 54 reti in 112 partite con il Treviso, viene ceduto al Fanfulla, a causa dei problemi finanziari del Treviso. Nella formazione lombarda gioca due stagioni, conquistando nel campionato di B 1952-1953 il titolo di capocannoniere della serie cadetta.
Nel 1953 passa al Verona, sempre in Serie B, mentre nel campionato di Serie B 1954-1955 gioca con il Legnano. Chiude la carriera con una breve apparizione nel Ravenna, impegnato nel campionato di IV Serie 1955-1956.
Ha totalizzato 142 presenze e 50 reti in Serie B.

## Palmarès

### Club

#### Competizioni nazionali
- Serie C: 1

Treviso: 1949-1950

### Individuale
- Capocannoniere della Serie B:

1952-1953 (19 gol)
- Capocannoniere della Serie C: 1

1948-1949 (girone B) (21 gol)